# La Transfiguration (Giovanni Bellini, Venise)
Pour les articles homonymes, voir Transfiguration.
La Transfiguration est un tableau du peintre italien Giovanni Bellini peint vers 1453-1455. Il est conservé au musée Correr à Venise.

## Historique
La Transfiguration du Christ était commémorée depuis longtemps, mais elle est promue fête universelle de l'Église en 1456-1457 à l'occasion de la victoire chrétienne du siège de Belgrade. Le tableau pourrait avoir été réalisé à cette occasion mais son style semble indiquer une date un peu plus ancienne au cours des années 1450. Il s'agit du plus ancien retable conservé de la main de Giovanni Bellini. Il a perdu sa partie supérieure et pourrait avoir constitué la partie centrale d'un triptyque ou d'un polyptyque aujourd'hui disparu. Cette date est parfois reculée aux années 1460-1470 par certains historiens de l'art. Il pourrait provenir de l'église San Giobbe à Venise. 

## Description
Le Christ apparait en compagnie de Moïse et d’Élie aux apôtres Pierre, Jacques et Jean. Un cartellino sur fond blanc contient l'inscription : « Miseremini Mei Saltem Vos Amici Mei » (« Ayez pitié de moi mes amis », Job 19:21). Cette citation de Job semble indiquer qu'un des panneaux latéraux du retable comportait une représentation du prophète qui était honoré comme un saint à Venise. La position des apôtres et leur attitude aveuglée les distinguent clairement des trois figures célestes qui les surplombent. Ces dernières sont debout sur un rocher représentant le Mont Thabor, lieu traditionnel de cette scène. Elles sont surplombées par des nuages formant un cercle symbolisant la présence de Dieu. Seul le fragment d'un séraphin est encore visible. Le style de la peinture rappelle fortement celui d'Andrea Mantegna à la même époque.

## Œuvres en rapport

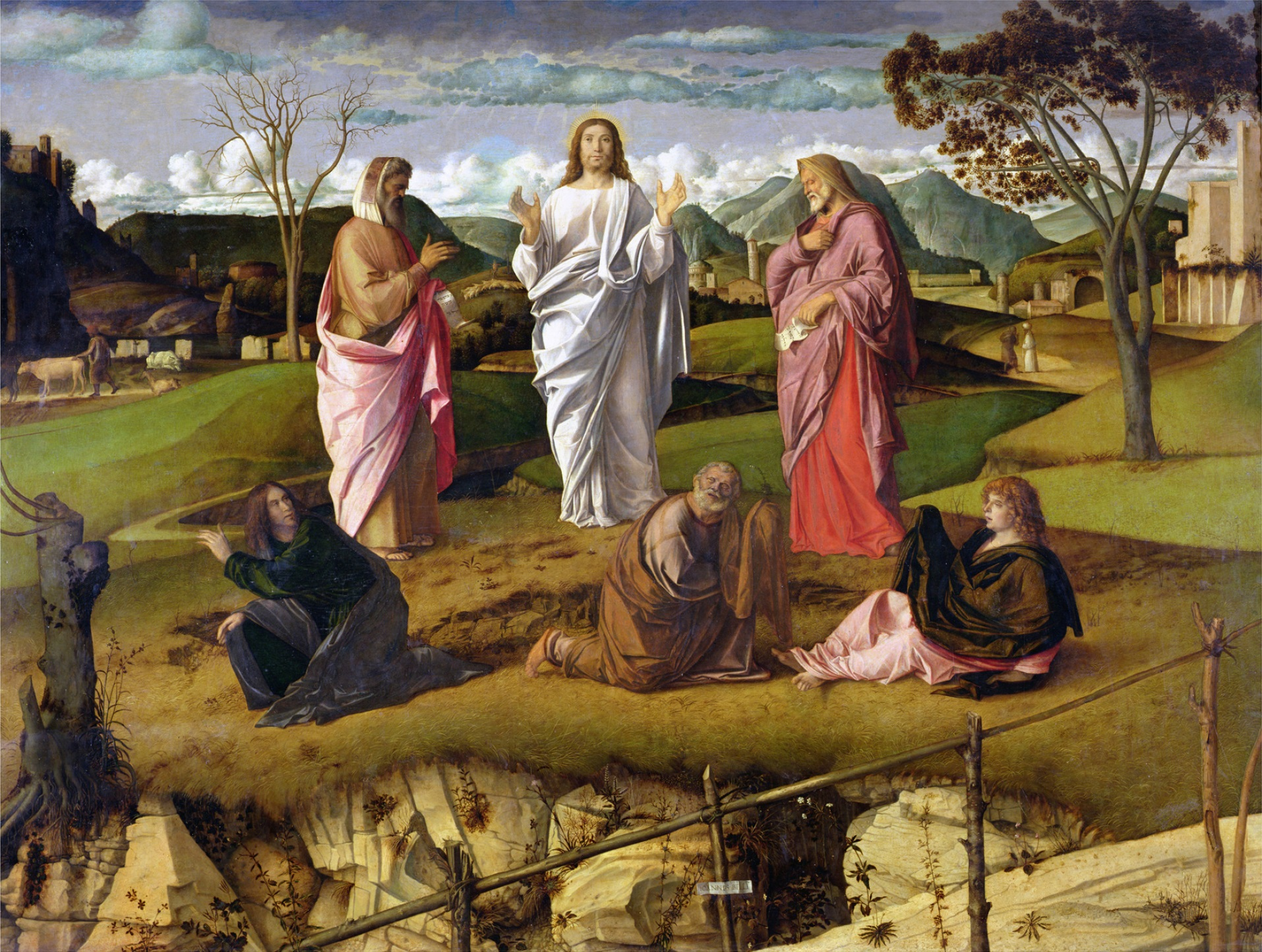
Version de Naples

Une autre Transfiguration a été peinte par Bellini vers 1478-1480, aujourd'hui conservée au musée Capodimonte de Naples.